# Терпіннівська сільська територіальна громада
Терпіннівська сільська територіальна громада — територіальна громада в Україні, в Мелітопольському районі Запорізької області. Адміністративний центр — село Терпіння.
Площа громади — 366,67 км², населення — 9358 особи (2019).
Утворена 12 червня 2020 року шляхом об'єднання Промінівської, Світлодолинської та Терпіннівської сільських рад Мелітопольського району.

## Населені пункти
У складі громади 1 селище (Зарічне) і 18 сіл:
- Берегове
- Відрадне
- Волошкове
- Кам'янське
- Лугове
- Орлове
- Північне
- Привільне
- Прилуківка
- Промінь
- Світлодолинське
- Спаське
- Терпіння
- Травневе
- Українське
- Федорівка
- Широкий Лан
- Ясне